# Eliminationsreaktion
En eliminationsreaktion er en type organisk reaktion i hvilket to substituenter bliver fjernet fra et molekyle i enten en reaktionsmekanisme i ét eller to trin. Mekanismen i et trin er kendt som en E2 reaktion, og mekanismen i to trin er kendt som en E1 reaktion. Tallet har ikke noget at gøre med antallet af trin i mekanismen med derimod kinetikken under reaktionen, som er henholdsvis bimolekylær og unimolekylær.
I de fleste organiske eliminationsreaktioner mistes mindst ét hydrogen til at danne en dobbeltbinding, og graden af umættethed øges. Det er også muligt at et molekyle kan undergå reduktiv elimintation, hvor molekylets valens falder med to.
En vigtig gruppe af eliminationsreaktioner er dem, som involverer alkylhalider med gode leaving groups, der reagerer med Lewis base og danner en alken. Eliminationsreaktion kan betragtes som det modsatte af en additionsreaktion. Når substratet er asymmetrisk blev regioselektiviten bestemt af Zaitsevs regel.

## Eliminationer i opløsninger kan opdeles i tre mekanismer
- E1-mekanismen (elimination, unimolekylær) forløber i to trin.
- E2-mekanismen (elimination, bimolekylær) forløber i et trin.
- E1cB-mekanismen forløber i to trin.